# Братська могила радянських воїнів у с. Нижнянка
Братська могила радянських воїнів у селі Нижнянка Варварівської ОТГ Юр'ївського району Дніпропетровської області.

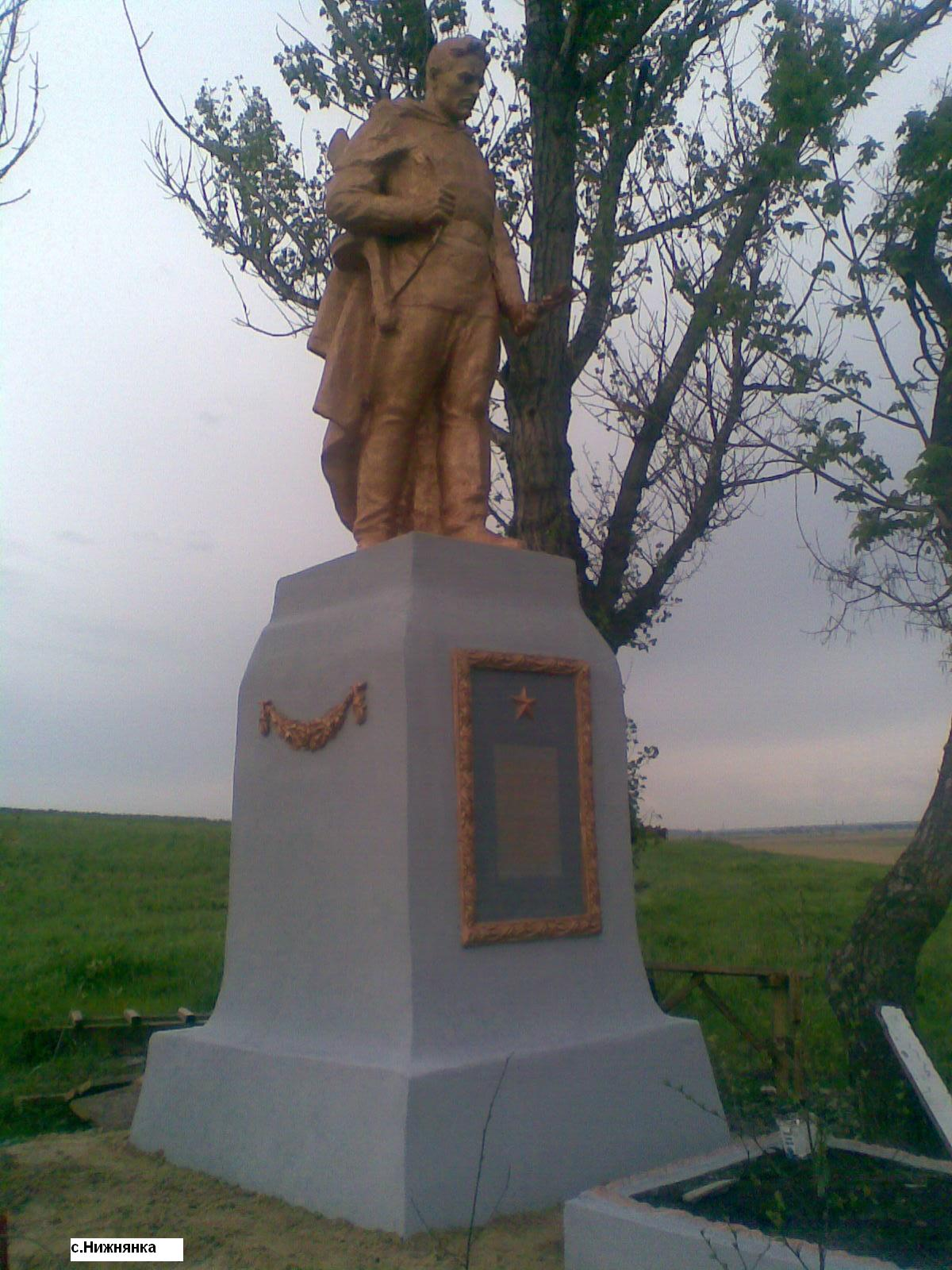
Братська могила радянських воїнів у селі Нижнянка

## Історія
Братська могила радянських воїнів знаходиться на південній околиці села, біля будинку клубу. Поховано 13 воїнів 38-ї гвардійської стрілецької дивізії 6-ї армії Південно-Західного фронту, які загинули 19 вересня 1943 року під час визволення села Нижнянка від німецько-фашистських загарбників. У 1957 році тимчасовий обеліск було замінено залізобетонною скульптурою «Воїн з квіткою». Територія пам'ятки — 7 × 5 м.

## Персоналії
Степанов А. В.

## Додаток
Напис на меморіальній дошці: «Вечная слава и память воинам, погибшим за освобождение нашей родины в Великой Отечественной войне 1941—1945 гг.».
Поховання та територія пам'ятки упорядковані.